# Зов Ктулху
«Зов Кту́лху» (англ. The Call of Cthulhu, также переводился как «Зов Цтулху») — рассказ Говарда Филлипса Лавкрафта в жанре лавкрафтовских ужасов, написанный в 1926 году. В нём впервые появляется Ктулху — божество, которому поклоняются адепты жестокого культа. Рассказ был опубликован в 1928 году в журнале «Weird Tales», но, как и другие произведения писателя, получил признание уже после его смерти, когда начал регулярно переиздаваться и был переведён более чем на десяток языков. Он стал одним из ключевых произведений для доработанной последователями Лавкрафта мифологии. Рассказ получил довольно точную экранизацию в 2005 году, а Ктулху стал очень популярным персонажем в Интернете.

## Герои

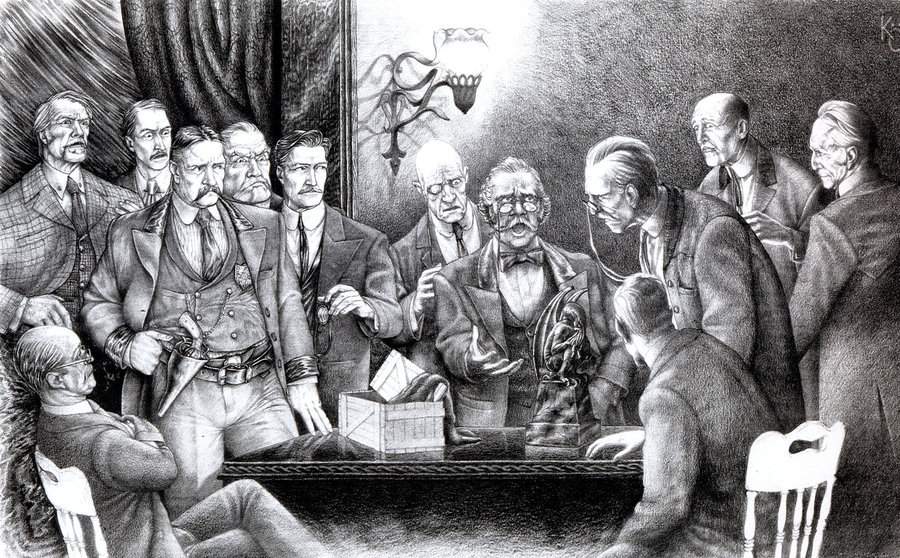
Леграсс и Уэбб. Авто Коркут Озтекин

Френсис Вейланд Тёрстон (англ. Francis Wayland Thurston) — рассказчик, бостонский антрополог, который находит глиняный барельеф с изображением древнего божества Ктулху в вещах своего покойного двоюродного деда. После чего он, заинтересовавшись находкой, начинает своё расследование смерти деда, которая была связана с необъяснимыми явлениями, происходящими в Бостоне, и культом Ктулху. Его имя явно происходит от Френсиса Вэйланда, президента Брауновского университета с 1827 по 1855 годы.
Джордж Гэммел Энджелл (англ. George Gammell Angell) — двоюродный дед главного героя. Из персонажей рассказа первым начал систематически изучать таинственные события, связанные с дьявольским культом Ктулху. Умер при загадочных обстоятельствах, оставив своему внуку в наследство результаты своих исследований. Его имя содержит отсылку к Энни Гэмвелл, тёте Лавкрафта, а фамилия — к улице Провиденса, на которой располагался дом писателя.
Генри Энтони Уилкокс (англ. Henry Anthony Wilcox) — скульптор, который, находясь в состоянии полусна, изваял глиняный барельеф бога Ктулху. Преследуемый ночными кошмарами, он обращается к Энджеллу за помощью. Его фамилию Лавкрафт взял из своей родословной, а сам персонаж является отсылкой к рассказу «Орля» Ги де Мопассана.
Джон Леграсс (англ. John Raymond Legrasse) — полицейский инспектор из Нового Орлеана, который совместно с отрядом полиции участвовал в задержании сектантов, поклоняющихся Великому Ктулху, 1 ноября 1907 года.
Уильям Ченнинг Уэбб (англ. William Channing Webb) — профессор антропологии Принстонского университета и «выдающийся исследователь». Единственный член Американского археологического общества, который столкнулся с Культом Ктулху на западном побережье Гренландии в 1860 году.
Кастро (англ. Castro) — престарелый метис из культа Ктулху, единственный, кто хоть что-то рассказал Леграссу об этом культе. Его безумная история имеет сходство с рассказами теософов о священной Шамбале, над которыми скептический Лавкрафт таким образом насмехался.
Густаф Йохансен (англ. Gustav Johansen) — моряк из Норвегии, второй помощник капитана с корабля «Эмма», единственный оставшийся в живых после встречи с «мёртвым, но спящим» Ктулху в южной части Тихого океана на острове-городе Р’льех в марте 1925 года. Вернувшись в Норвегию, описал всё увиденное им в ту страшную ночь под южными звёздами, оставив рукопись на английском языке, чтобы не пугать жену, и вскоре после этого умер таинственной смертью.

## Сюжет
Со всей очевидностью можно полагать, что от столь могущественных сил или существ мог остаться некий живой реликт — представитель весьма отдалённой эпохи, когда сознание, быть может, проявлялось в формах, исчезнувших задолго до того, как Землю затопил людской прилив, — в формах, мимолётную память о которых сумели сохранить разве лишь поэзия да легенды, именующие их богами, чудовищами и мифическими существами всех родов и видов…
Рассказ состоит из трёх связанных между собой частей. Он представлен как записки Фрэнсиса Тёрстона, жителя Бостона, который занимался расследованиями, связанными с божеством Ктулху.

### Ужас, воплощённый в глине
В первой части сюжет разворачивается вокруг таинственного глиняного барельефа с изображением древнего божества Ктулху. Рассказчик находит барельеф в вещах своего двоюродного деда профессора Энджелла. Изображение было сделано скульптором Уилкоксом в марте 1925 года. Скульптор сделал барельеф в состоянии полусна. В это время Уилкокса преследовали загадочные галлюцинации циклопических городов. Подобные кошмары в тот период испытывали и многие жители. В основном это были художники, скульпторы, архитекторы, и прочие люди с чувствительной психикой.
Наутро Уилкокс поразился своему творению и отнёс его профессору Энджеллу. Оказалось, что барельеф очень напоминал статуэтку, изъятую полицией у членов религиозной секты в Новом Орлеане в 1907 году.

### Рассказ полицейского инспектора Леграсса

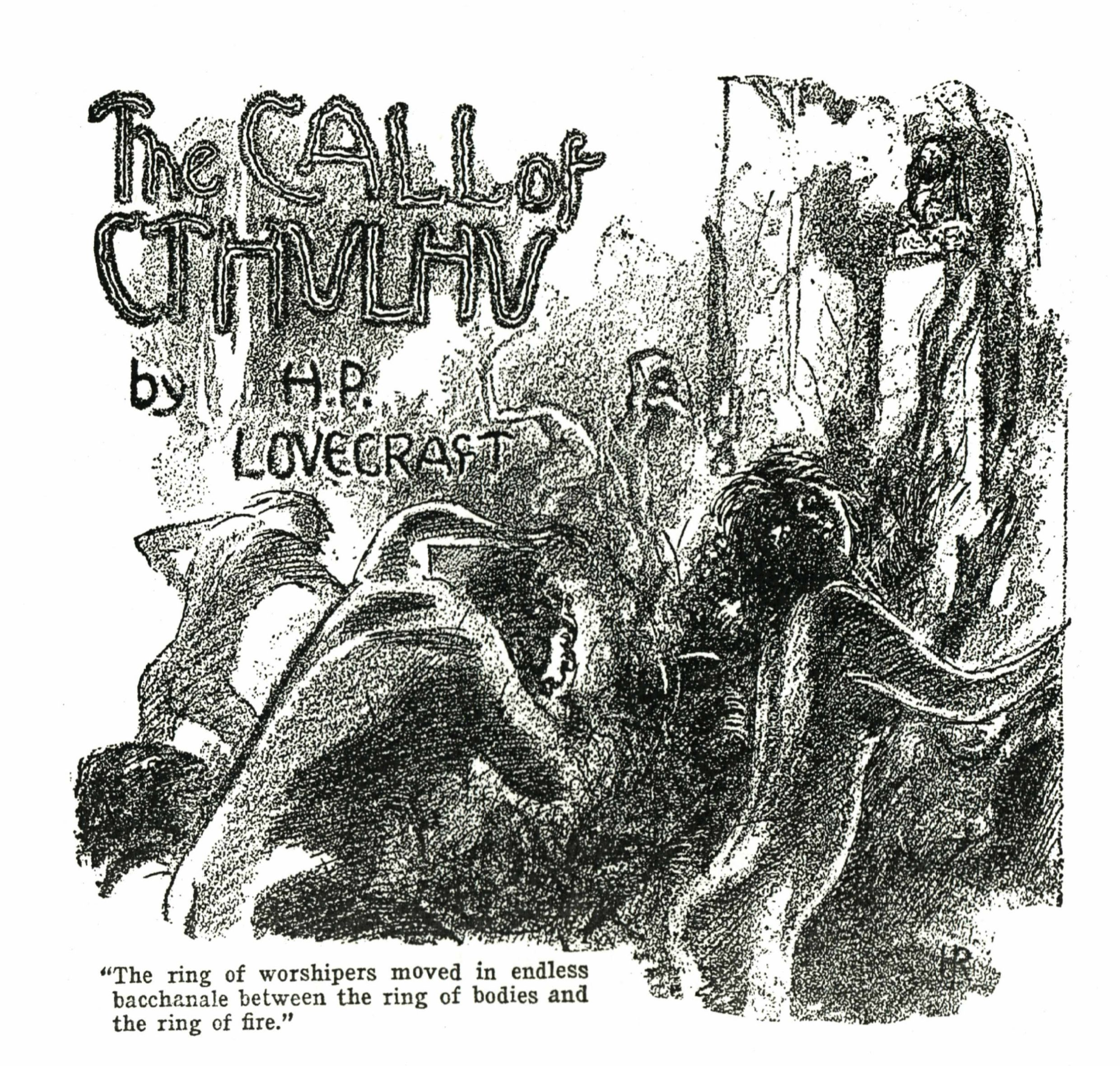
«Weird Tales» за февраль 1928 года. Иллюстрация Хью Ранкина

Во второй части полицейский Леграсс рассказывает на историческом симпозиуме в 1908 году, как он участвовал в захвате секты, поклонявшейся Ктулху. Это была как раз та секта, у которой изъяли статуэтку.

Действия секты описываются как крайне развратные и богохульные. Местные жители боялись оргий секты и говорили, что на этих оргиях приносятся человеческие жертвы — так оно и было. Команда полицейских во главе с Леграссом прибыла на место событий после призыва о помощи: пропало несколько скваттеров. Полиция захватила многих членов секты, и деятельность оной была прекращена. Но допросы пленников дали мало результатов: они оказались деградировавшими людьми с признаками помешательства, упорно отстаивавшими истинность своего культа. Что очень удивило историков в данном рассказе — так это слова, используемые культистами: 

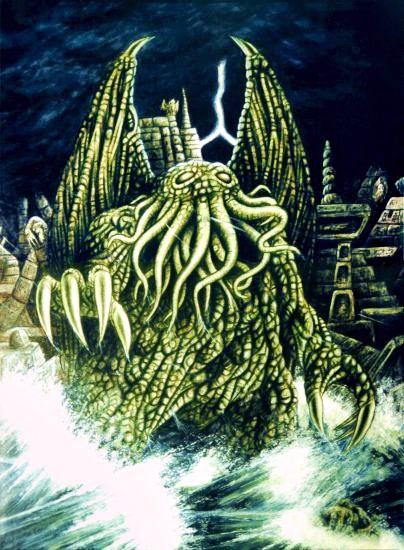
Ктулху и Р’льех в представлении художников

Пх’нглуи мглв’нафх Ктулху Р’льех вгах’нагл фхтагн. Приблизительный перевод: «В своем доме, в городе Р’льехе, мёртвый Ктулху спит в ожидании своего часа». 
Согласно рассказу сектанта Кастро, время Ктулху настанет тогда, когда звёзды займут определённое положение. Выяснилось, что точно такие же слова использовались в культе одного племени эскимосов, которое исследовал один из участников симпозиума.

### Безумие, вышедшее из моря
Продолжая расследования, рассказчик узнает о норвежском моряке Йохансене, который единственный выжил из всего своего экипажа. Рассказчик находит его рукописи, повествующие о последнем плавании.
Йохансен был вторым помощником капитана. Вместе с 10 другими моряками он совершал рейс на шхуне «Эмма». Во время шторма шхуна сильно сбилась с курса и встретилась с пиратской яхтой «Проворная». Пираты потребовали от моряков, чтобы те повернули назад. Моряки не подчинились, и тогда пираты вступили с командой «Эммы» в схватку. Команда «Эммы» победила, но обстрелянное судно пришлось оставить и пересесть на яхту пиратов. Во время схватки погибли капитан и его первый помощник, поэтому Йохансен взял командование на себя. Также погиб ещё один матрос.
На яхте моряки обнаружили странного идола, вызывавшего ужас и отвращение. Это была статуэтка Ктулху, очень напоминавшая изъятую у окультистов в Новом Орлеане. Моряки продолжили свой курс и причалили к неизвестному острову-городу, который и оказался Р’льехом. Они испытывали ужас перед этим местом, но из любопытства решили его осмотреть. Геометрия острова была непривычной, и нельзя было даже точно сказать, являются ли суша и море горизонтальными.
Команда набрела на огромную дверь. Когда люди приблизились к двери, она стала казаться не совсем вертикальной. Команда безуспешно попыталась открыть дверь, и после этого один из матросов стал взбираться по ней, пытаясь найти подвижный участок. Вдруг дверь начала открываться, и наружу вышли смрад и ужас. В проёме появился великий Ктулху, пробудившийся ото сна. Двое из восьми моряков скончались на месте от испуга. Ещё троих чудовище сгребло лапой и проглотило. Остальные трое начали убегать, один из них угодил в угол здания, и его как будто бы засосало. Оставшиеся двое успели добраться до яхты, но один из матросов лишился рассудка от пережитого ужаса и спустя несколько дней умер. Единственный сохранивший жизнь и рассудок Йохансен завёл яхту, но понял, что она не успеет набрать скорость. Тогда моряк развернул яхту и протаранил Ктулху. Тот напоминал своим строением медузу, и после тарана быстро стал восстанавливаться. Но яхта уже успела отплыть на безопасное расстояние.
Через несколько дней Р’льех снова опустился под воду, и кошмары, мучившие людей, прекратились. Рассказчик, после того, как узнал, что Йохансон погиб при неизвестных обстоятельствах, начинает думать о том, что его двоюродный дед погиб от рук культа. Теперь рассказчик обречённо размышляет о своей скорой смерти от рук последователей тёмного культа, так как он знает слишком много, но теперь он старается не думать о следующем пришествии Ктулху.